# Lago con árboles muertos (Thomas Cole)
Lago con árboles muertos, cuyo título original en inglés es Lake with Dead Trees, es una obra de la primera etapa de Thomas Cole, pintor estadounidense de origen británico, fundador de la Escuela del río Hudson. Este lienzo es importante, porqué puede ser considerado como una de las primeras obras características de esta escuela pictórica.

## Introducción
Este lienzo se basa en bocetos que hizo Cole a finales del verano de 1825, en lugares de las Montañas de Catskill, con el patrocinio de George Washington Bruen. Cole viajó por el río Hudson, descendiendo en West Point (Nueva York). Estos bocetos sirvieron como base para un conjunto de tres pinturas de paisaje, a menudo consideradas como el inicio de la Escuela del Río Hudson. Un dibujo a lápiz (actualmente en el Instituto de Artes de Detroit), hecho en esa ocasión, es conocido como Lago de los árboles muertos, y es una composición simplificada de la pintura actual, con una notación que concreta la luz y el color de los elementos. En el lienzo actual, Cole enriquece el dibujo mencionado con los árboles del primer plano de la izquierda, con los dos ciervos, y con el sol a lo lejos. Estos elementos dan juego a varias lecturas, tanto literarias como religiosas, lo que anticipa los posteriores paisajes alegóricos de Cole.

## Análisis de la obra
Este lienzo ejemplifica las características estilísticas típicas de la Escuela del Río Hudson. El espectador se fija al principio en los árboles del lado izquierdo, y seguidamente en los del borde del lago, que son esqueléticos, sin hojas ni corteza. Estos árboles encarnan la muerte, a pesar de que están rodeados de vida, y muestran su madera, que brilla al sol, en tonos de amarillo pálido, blanco y gris. Sus únicas áreas oscuras son las sombras causadas por la luz que proviene de la parte superior derecha. Sin embargo, los árboles muertos bordean el agua del lago y disfrutan de la luz del sol, lo que sin duda dará lugar a un suelo rico en nutrientes para la vegetación circundante.
A medida que la mirada del espectador se mueve hacia el lado derecho de la pintura y hacia el cielo, los sentimientos cambian. Los árboles muertos se vuelven más pequeños, seguidamente se desvanecen y finalmente dan paso a los árboles vivos, a una nueva vida. Al mismo tiempo, el celaje se vuelve más amable, con un nuevo tipo de luz. Cada una de estas transiciones se realiza de forma suave y natural, excepto por el detalle de los dos ciervos que cruzan la escena. Este par de animales parece un artificio, carente de la fluidez que se muestra en el resto del lienzo.